# Kuendat
Kuendat (en rus: Куендат) és un poble (possiólok) de l'óblast de Tomsk, a Rússia, que el 2015 tenia 59 habitants.